# سو ماي جيل
سو ماي جيل (بالإنجليزية: Sue May Gill)‏ هي رسامة أمريكية، ولدت في 12 يناير 1887، وتوفيت في 1989.